# 何川 (结构工程专家)
何川（1964年6月—），重庆云阳人，西南交通大学副校长、教授，主要从事大型及复杂交通隧道结构安全等方面的研究工作。任中国岩石力学与工程学会常务理事，入选中华人民共和国教育部2008年度“长江学者”特聘教授，享受国务院政府特殊津贴，2023年11月当选中国工程院院士。

## 生平
1984年取得重庆交通学院公路工程专业工学学士学位，1987年取得西南交通大学桥梁、隧道及结构工程专业工学硕士学位，后留校任教。1995年至1999年在日本早稻田大学理工学部土木工程专业攻读博士学位，2000年回国后继续在西南交通大学任教。